# Органогенез
Органогенез — последний этап эмбрионального индивидуального развития, которому предшествуют оплодотворение, дробление, бластуляция и гаструляция.
В органогенезе выделяют нейруляцию, гистогенез и развитие органов. Процесс органогенеза можно изучать на эмбрионах и органоидах.
В процессе нейруляции образуется нейрула, в которой закладывается мезодерма, состоящая из трёх зародышевых листков (третий листок мезодермы расщепляется на сегментированные парные структуры — сомиты) и осевого комплекса органов — нервной трубки, хорды и кишки. Клетки осевого комплекса органов взаимно влияют друг на друга. Такое взаимное влияние получило название эмбриональной индукции.
Клетки каждого из трёх зародышевых листков подвергаются дифференцировке — процессу, при котором менее специализированные клетки становятся более специализированными за счёт экспрессии определенного набора генов. Дифференцировка клеток управляется клеточными сигнальными каскадами. На дифференцировку влияют внеклеточные сигналы, такие как факторы роста, которые передаются соседним клеткам, что называется юкстракринной передачей сигналов, или соседним клеткам на коротких расстояниях, что называется паракринной передачей сигналов. Рост и дифференцировка взаимосвязаны, что не исключает неполную корреляцию процессов роста и дифференциации.
Зародыш на стадии формирования нервной трубки называют нейрулой. Нервная трубка начинает образовываться после закладки мезодермы. Из эктодермы формируется нервная пластинка; её боковые края загибаются и соединяются в нервную трубку, которая окружает заполненную жидкостью полость нервной системы.
Особые биологически активные вещества определяют, какой именно из концов нервной трубки разовьется в головной мозг.
Эктодерма над нервной трубкой срастается и дает начало эпителия кожи. Передний конец нервной трубки делится на пять первичных мозговых пузырей, которые соответствуют определенным частям мозга. В обе стороны от зародыша промежуточного мозга выдуваются глазные пузыри, из которых развиваются глаза.
В формировании различных тканей, органов и их систем участвуют различные зародышевые листки. Из эктодермы возникают нервная ткань, элементы органов чувств, внешний слой покровов (эпидермис) и кожные железы, передняя и задняя кишки, составляющие желез внутренней секреции (надпочечников и т. д.).
В процессе гистогенеза образуются ткани организма. Из эктодермы образуются нервная ткань и эпидермис кожи с кожными железами, из которых впоследствии развивается нервная система, органы чувств и эпидермис. Из энтодермы образуется эпителиальная ткань, из которой впоследствии образуются слизистые, лёгкие, капилляры и железы (кроме половых и кожных). Из мезодермы образуются мышечная и соединительная ткань, хорда. Из мышечной ткани образуются ОДС, кровь, сердце, почки и половые железы.